# ICC World Twenty20
Cet article concerne la compétition masculine. Pour la compétition féminine, voir Championnat du monde de Twenty20 féminin.
L'ICC World Twenty20 est une compétition internationale de cricket organisée par le Conseil international du cricket (ICC). Il s'agit du championnat du monde de cricket au format Twenty20. 
Introduit en 2005 au niveau international, le format Twenty20 est la variante la plus rapide en temps du cricket. Le premier championnat du monde de Twenty20 est organisé en 2007 en Afrique du Sud et voit l'Inde battre le Pakistan en finale.

## Historique

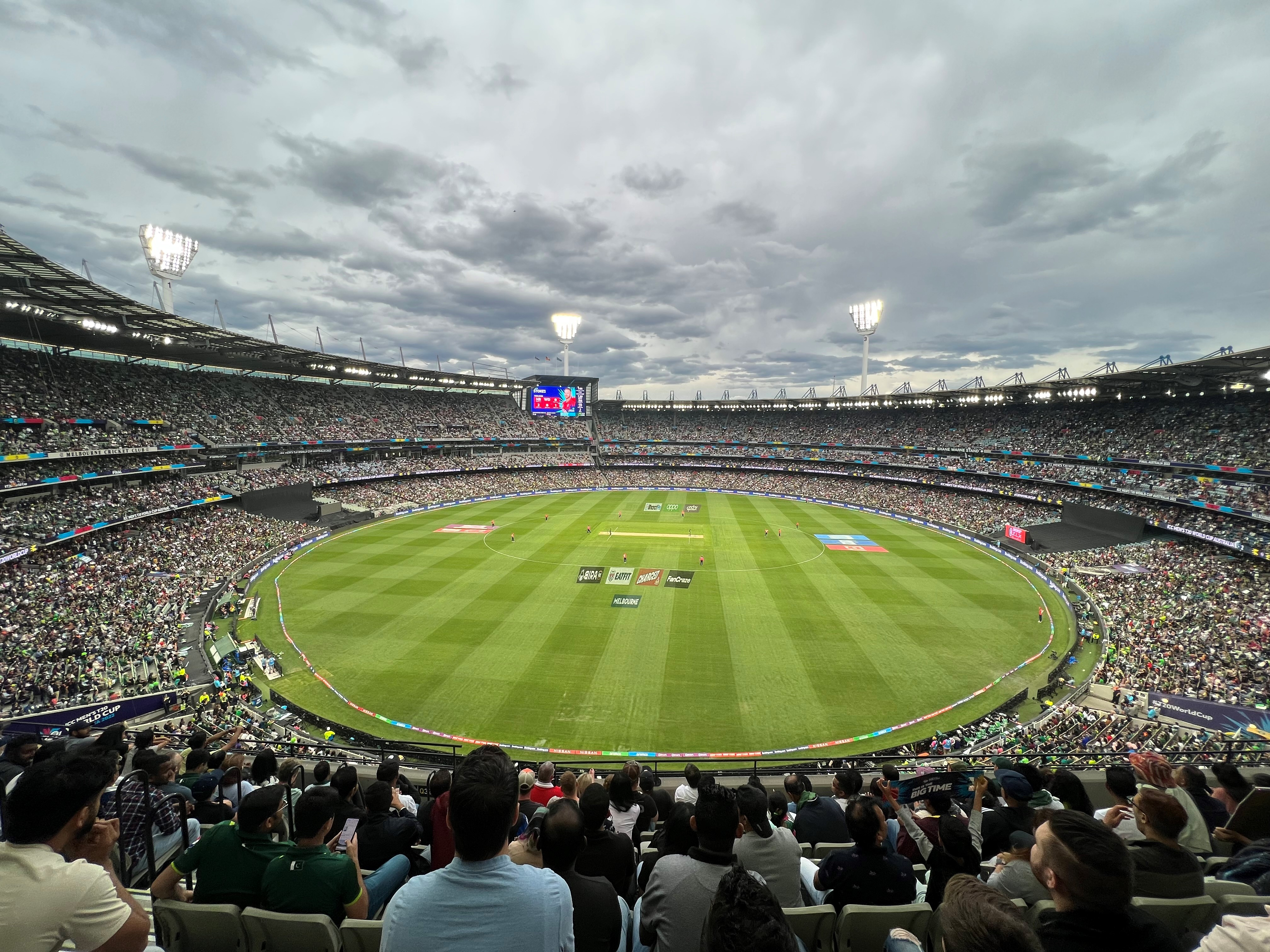
Le Melbourne Cricket Ground avant le début de la finale de l'ICC World Twenty20 en 2022.

Le Twenty20 est une variante introduite en 2005 au niveau international, dont c'est la forme la plus courte en temps. Le premier championnat du monde a lieu en 2007 en Afrique du Sud et voit l'Inde battre le Pakistan en finale. Deux ans plus tard, c'est le Pakistan qui lui succède, face au Sri Lanka. En 2010, l'Angleterre devient champion face à l'Australie. En 2012, les Indes occidentales (îles des Caraïbes) devient les champions face au Sri Lanka. En 2014, lors du dernier match de T20 des deux légendes Sri Lankais Kumar Sangakkara et Mahela Jayawardene, le Sri Lanka devient champion face à l'Inde. En 2016, les Indes occidentales (îles des Caraïbes) devient deux fois champion face à l'Angleterre.
Lors de l'édition 2022, l'Angleterre de Ben Stokes remporte pour la deuxième fois la compétition devant les 80 462 spectateurs du Melbourne Cricket Ground, six ans après une déception en finale

## Format

### Qualifications
Comme pour la Coupe du monde de cricket, les dix nations membres de plein droit de l'International Cricket Council participent d'office à l'ICC World Twenty20 : l'Afrique du Sud, l'Angleterre, l'Australie, le Bangladesh, l'Inde, les Indes occidentales, la Nouvelle-Zélande, le Pakistan, le Sri Lanka, le Zimbabwe. Il s'agit des nations autorisées à jouer des test-matchs. Il reste deux places à attribuer à des nations « associées » ou « affiliées » à l'ICC.
Pour l'édition 2007, aucun tournoi qualificatif spécifique n'est organisé pour attribuer les deux dernières places. L'Écosse et le Kenya, finalistes de la Ligue mondiale de cricket, un système de divisions qui regroupe les meilleures nations non-membre de plein droit de l'ICC, sont invitées à rejoindre les dix qualifiés d'office.
À partir de l'édition 2009, un tournoi qualificatif utilisant la variante Twenty20 du jeu est organisé. En 2008, les six nations non-membre de plein droit de l'ICC mais qui ont l'autorisation de jouer des matchs au format ODI y prennent part. l'Irlande et les Pays-Bas obtiennent ainsi les deux places restantes. Elles sont rejointes par l'Écosse, troisième du tournoi qualificatif, qui bénéficie du forfait du Zimbabwe. Pour l'édition 2010, le tournoi de qualification est organisé au début de l'année, aux Émirats arabes unis. En plus des six nations ayant le statut « ODI », les hôtes et les États-Unis disputent le tournoi qualificatif sur invitation de l'ICC. L'Afghanistan et l'Irlande en terminent aux deux premières places.

### Tournoi final
Douze nations sont engagées dans chacune des trois premières éditions. Les dix membres de plein droit de l'ICC y participent systématiquement, tandis que des tournois qualificatifs permettent d'attribuer les deux dernières places.

### Équipes engagées
| Équipe                    | Participations | 1re participation | Meilleur résultat                           |
| ------------------------- | -------------- | ----------------- | ------------------------------------------- |
| Angleterre                | 8              | 2007              | Vainqueur (2010, 2022)                      |
| Indes occidentales        | 8              | 2007              | Vainqueur (2012, 2016)                      |
| Inde                      | 8              | 2007              | Vainqueur (2007, 2024)                      |
| Pakistan                  | 8              | 2007              | Vainqueur (2009)                            |
| Sri Lanka                 | 8              | 2007              | Vainqueur (2014)                            |
| Australie                 | 8              | 2007              | Vainqueur (2021)                            |
| Nouvelle-Zélande          | 8              | 2007              | Finaliste (2021)                            |
| Afrique du Sud            | 8              | 2007              | Finaliste (2024)                            |
| Afghanistan               | 6              | 2010              | Demi-finaliste (2024)                       |
| Bangladesh                | 8              | 2007              | Deuxième tour (2007)                        |
| Irlande                   | 7              | 2009              | Deuxième tour (2009)                        |
| Pays-Bas                  | 5              | 2007              | Deuxième tour (2014)                        |
| Zimbabwe                  | 6              | 2007              | Premier tour (2007, 2010, 2012, 2014, 2016) |
| Namibie                   | 2              | 2021              | Deuxième tour (2021)                        |
| Écosse                    | 5              | 2007              | Premier tour (2007, 2009, 2016)             |
| Hong Kong                 | 2              | 2014              | Premier tour (2014, 2016)                   |
| Oman                      | 2              | 2016              | Premier tour (2016, 2021)                   |
| Népal                     | 1              | 2014              | Premier tour (2014)                         |
| Kenya                     | 1              | 2007              | Premier tour (2007)                         |
| Émirats arabes unis       | 1              | 2014              | Premier tour (2014)                         |
| Papouasie-Nouvelle-Guinée | 1              | 2021              | Premier tour (2021)                         |

## Palmarès
| Année | Hôte(s)                       | Finale                                 | Finale                             | Finale     | Participants |
| Année | Hôte(s)                       | Vainqueur                              | Finaliste                          | Marge      | Participants |
| ----- | ----------------------------- | -------------------------------------- | ---------------------------------- | ---------- | ------------ |
| 2007  | Afrique du Sud                | Inde 157/5 (20 séries)                 | Pakistan 152 (19,4 séries)         | 5 courses  | 12           |
| 2009  | Angleterre                    | Pakistan 139/2 (18,4 séries)           | Sri Lanka 138/6 (20 séries)        | 6 guichets | 12           |
| 2010  | Indes occidentales            | Angleterre 148/3 (17 séries)           | Australie 147/6 (20 séries)        | 7 guichets | 12           |
| 2012  | Sri Lanka                     | Indes occidentales 137/6 (20 séries)   | Sri Lanka 101 (18,4 séries)        | 36 courses | 12           |
| 2014  | Bangladesh                    | Sri Lanka 134/4 (17,5 séries)          | Inde 130/4 (20 séries)             | 6 guichets | 16           |
| 2016  | Inde                          | Indes occidentales 161/6 (19,4 séries) | Angleterre 155/9 (20 séries)       | 4 guichets | 16           |
| 2021  | Émirats arabes unis Oman      | Australie 173/2 (18,5 séries)          | Nouvelle-Zélande 172/4 (20 séries) | 8 guichets | 16           |
| 2022  | Australie                     | Angleterre 138/5 (19 séries)           | Pakistan 137/8 (20 séries)         | 5 guichets | 16           |
| 2024  | Indes occidentales États-Unis | Inde 176/7 (20 séries)                 | Afrique du Sud 169/8 (20 séries)   | 7 courses  | 20           |

## Records

### Records collectifs
| Records de Championnat du monde de Twenty20                                          | Records de Championnat du monde de Twenty20 | Records de Championnat du monde de Twenty20 |
| Au Bâton                                                                             | Au Bâton                                    | Au Bâton                                    |
| ------------------------------------------------------------------------------------ | ------------------------------------------- | ------------------------------------------- |
| Plus grand nombre de courses                                                         | Virat Kohli                                 | 1 141 (2012-2022)                           |
| Moyenne la plus élevée                                                               | Virat Kohli                                 | 81,50 (2012-2022)                           |
| Meilleur score individuel                                                            | Brendon McCullum contre le Bangladesh       | 123 (2012)                                  |
| Plus grand nombre de courses dans un seul championnat du monde                       | Virat Kohli                                 | 319 (2014)                                  |
| Plus grand nombre de siècles                                                         | Chris Gayle                                 | 2 (2007-2022)                               |
| Plus grand nombre de demi-siècles                                                    | Virat Kohli                                 | 14 (2012-2022)                              |
| Plus grand nombre de demi-siècles dans un seul championnat du monde                  | Matthew Hayden Virat Kohli                  | 4 (2007) 4 (2014)                           |
| Bowling                                                                              |                                             |                                             |
| Plus grand nombre de guichets                                                        | Shakib Al Hasan                             | 47 (2007-2022)                              |
| Moyenne la plus basse                                                                | Wanindu Hasaranga                           | 11,45 (2021-2022)                           |
| Meilleur taux d'élimination                                                          | Wanindu Hasaranga                           | 11,8 (2021-2022)                            |
| Meilleure économie                                                                   | Sunil Narine                                | 5,17 (2012-2014)                            |
| Meilleure performance au lancer                                                      | Ajantha Mendis contre le Zimbabwe           | 6/8 (2012)                                  |
| Plus grand nombre de guichets dans un seul championnat du monde                      | Wanindu Hasaranga                           | 16 (2021)                                   |
| Chasse                                                                               |                                             |                                             |
| Plus grand nombre de guichets (gardien de guichet)                                   | MS Dhoni                                    | 32 (2007-2016)                              |
| Plus grand nombre de guichets dans un seul championnat du monde (gardien de guichet) | AB de Villiers                              | 9 (2007)                                    |
| Plus grand nombre de prises (chasseur)                                               | AB de Villiers                              | 23 (2007-2016)                              |
| Plus grand nombre de prises dans un seul championnat du monde (chasseur)             | Mike Hussey David Warner                    | (2010)                                      |
| Équipe                                                                               |                                             |                                             |
| Score le plus élevé                                                                  | Le Sri Lanka contre le Kenya                | 260/6 (2007)                                |
| Score le plus bas                                                                    | Les Pays-Bas contre le Sri Lanka            | 39 (2014)                                   |
| Plus grand nombre de trophées                                                        | Indes occidentales Angleterre               | 2 (2012, 2016) 2 (2010, 2022)               |